# Expédition de Khiva

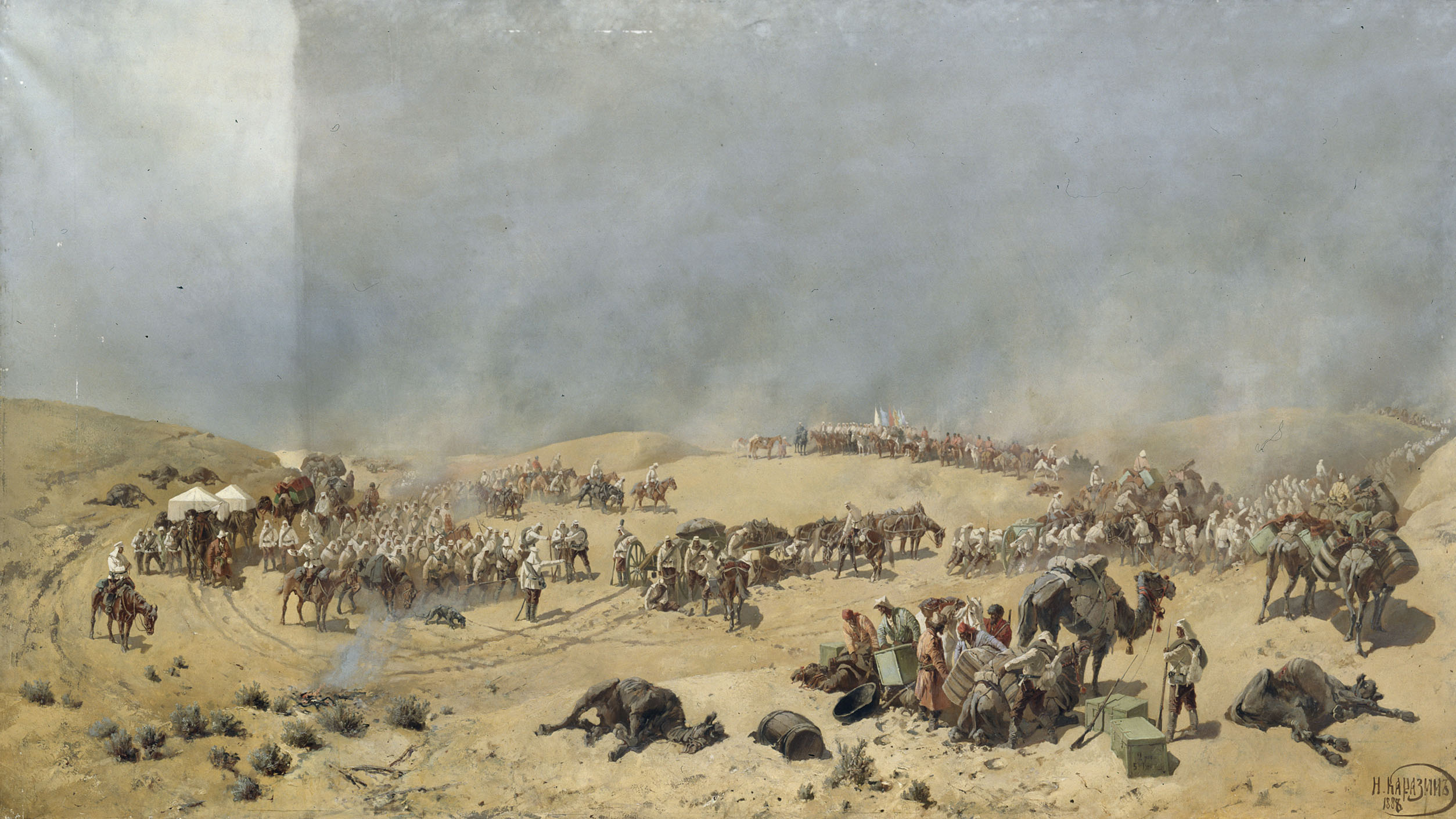
La Traversée du désert de la Mort de l'expédition de Khiva en 1873, tableau de Nikolaï Karazine (1888).

L'expédition de Khiva est une expédition militaire russe qui a abouti à la soumission du khanat de Khiva, le 29 mai 1873, et à la signature du traité de paix de Guendeman, le 12 août 1873, entre l'Empire russe, représenté par le général von Kaufmann, gouverneur-général du Turkestan russe, et le khan de Khiva, Mohammed Rahim Khan II. Ce traité institue un protectorat russe sur le khanat.

## Contexte
Dans les années 1870, l'Empire russe soumet deux États importants d'Asie centrale, l'émirat de Boukhara et le khanat de Kokand. Une partie de leurs territoires est directement annexée à l'Empire. Le dernier État indépendant est le khanat de Khiva, encerclé par l'Empire russe et par l'émirat de Boukhara, devenu protectorat russe.
Le khanat de Khiva est dirigé depuis la fin du XVIIIe siècle par une dynastie ouzbèke qui a pris la suite d'une première dynastie séparée des Chaybanides au XVIe siècle. Il vit essentiellement du commerce caravanier, du tissage et de fabrication de tapis, du commerce d'esclaves (c'est un des marchés d'esclaves parmi les plus importants d'Asie centrale), d'élevage et d'une agriculture pauvre basée sur l'irrigation. Il est contraint pour renflouer ses caisses d'effectuer des expéditions guerrières quasi-annuelles contre les tribus turkmènes, contre son ennemi héréditaire de Boukhara, et effectue des razzias périodiques contre les caravanes traversant les steppes et le désert du Karakoum.

## Actions militaires

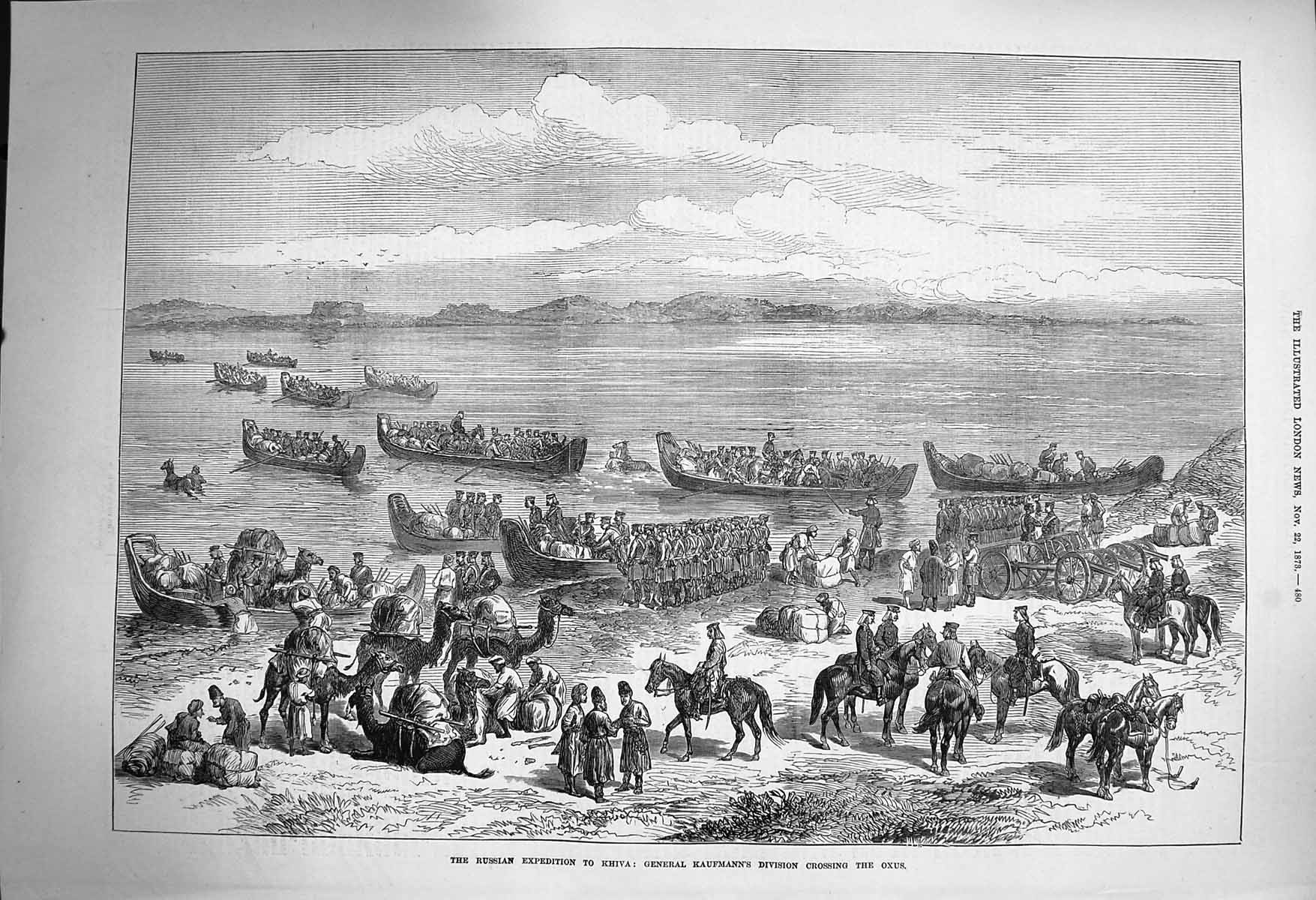
Les troupes russes traversant l'Oxus, The Illustrated London News, 1873

À la fin de février et au début de mars 1873, quatre régiments russes partent de leur base pour lancer l'attaque contre la ville fortifiée de Khiva, capitale du khanat. Il s'agit du régiment de Tachkent, commandé par le général von Kaufmann ; du régiment d'Orenbourg, commandé par le général Veriovkine ; du régiment de Manguychlak, commandé par le colonel Lomakine et du régiment de Krasnovodsk, commandé par le colonel Markozov. L'ensemble représente douze mille hommes, cinquante-six canons, quatre mille six-cents chevaux et vingt mille chameaux. L'expédition est placée sous le commandement du général von Kaufmann.
Sorti du poste d'Emba (aujourd'hui au Kazakhstan), le 26 février 1873, le régiment d'Orenbourg du général Veriovkine traverse la steppe prise dans des bourrasques de neige et se dirige en direction de Khiva. La traversée s'effectue d'abord dans le froid, puis se poursuit dans des déserts arides de sable sous une chaleur étouffante. Les premières bourgades sont prises : Khodjeïli, Manguit et d'autres. Le 14 mai 1873 l'avant-garde du régiment d'Orenbourg se réunit au régiment de Manguychlak du colonel Lomakine. Les deux formations arrivent aux abords de Khiva, le 26 mai suivant. Dans la nuit du 27 au 28 mai, elles prennent position devant la porte Châh Abad de la ville et commencent l'attaque dans la journée. Le général Veriovkine est blessé à la tête et le commandement passe au colonel Sarantchov.
Le lendemain, 29 mai, arrive du sud-est le régiment de Tachkent du général von Kaufmann. Il attaque au sud, mais bientôt il est informé de la capitulation du khan. Cependant la partie nord de la ville non informée de la capitulation refuse d'ouvrir ses portes, ce qui donne lieu à des combats supplémentaires. Mikhaïl Skobelev attaque la porte Châh Abad avec deux compagnies, mais il doit cesser le combat sur ordre du général von Kaufmann à cause de la capitulation de la ville. Les troupes du général sont en effet entrées pacifiquement du côté opposé.
Quant au régiment de Krasnovodsk, il ne participe pas au combat, ayant dû retourner à sa base à cause du manque d'eau.

## Conséquences

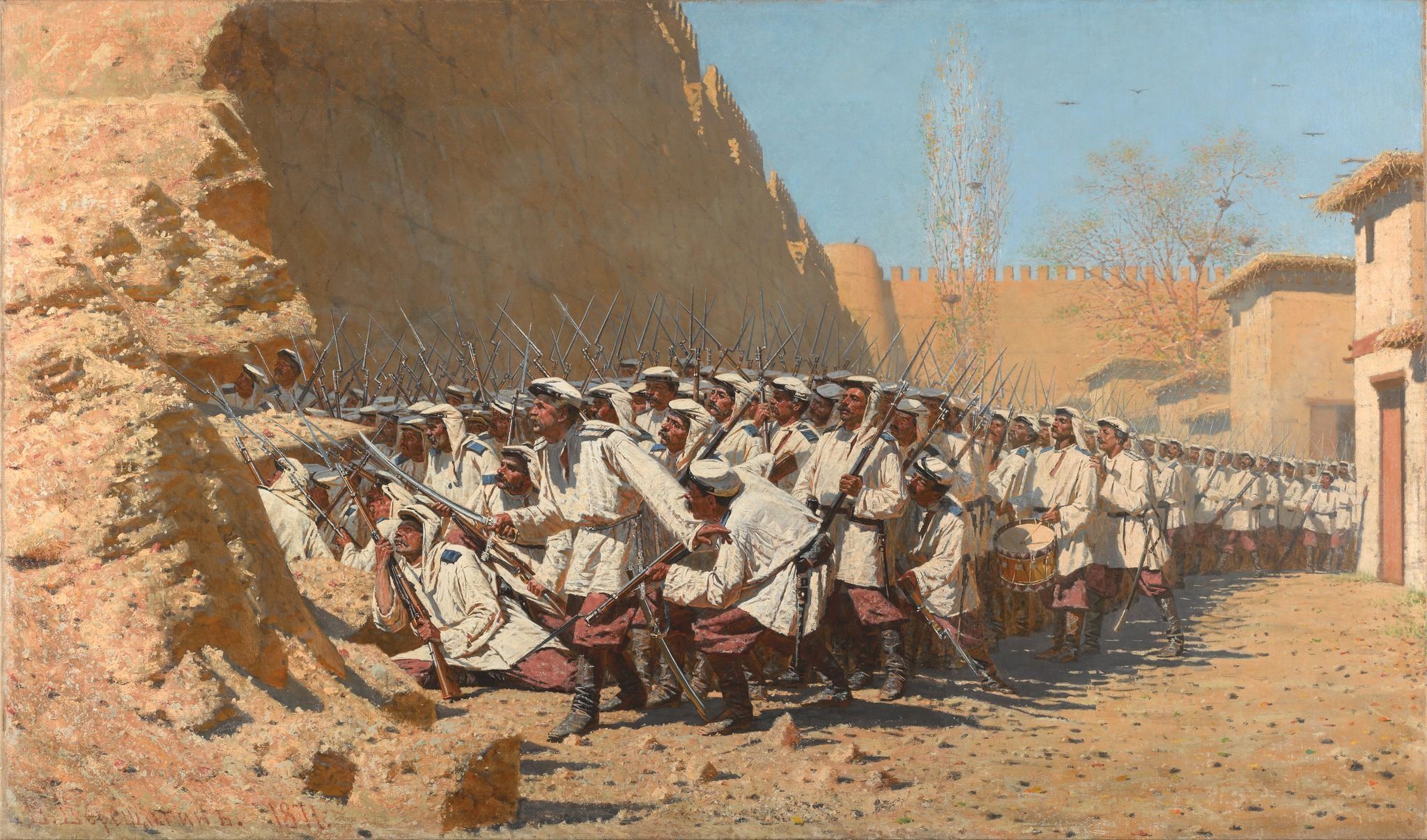
Entrée des troupes russes dans Khiva : Devant les remparts de la citadelle, tableau de Verechtchaguine.

Le traité de paix de Guendeman (d'après le nom de la résidence d'été du khan) est signé le 12 août suivant. Le khanat reconnaît le protectorat russe. Auparavant, le 22 juillet, l'empereur Alexandre II décerne une médaille, la médaille de l'expédition de Khiva, à tous les combattants de l'expédition. Le général von Kaufmann reçoit l'ordre de Saint-Georges de 2e classe et devient général du génie en 1874.
Le colonel Lomakine accède au rang de général-major (ancienneté à partir du 22 juillet 1873). Il reçoit également un sabre d'or avec mention « pour bravoure » et l'ordre de Saint-Vladimir de 3e classe. L'Allemagne lui décerne l'ordre de l'Aigle rouge de 2e classe avec épées et étoiles, l'Empire perse lui décerne l'ordre du Lion et du Soleil de 1re classe.
En revanche, le colonel Markozov est défait de tout commandement à cause de la catastrophe du régiment de Krasnovosdk dans la traversée du désert. Il est mis à la retraite d'office. Cependant lorsque la commission d'enquête donne les résultats à Skobelev à propos des puits dans le désert de Karakoum, toutes les inculpations sont levées et, le 14 août 1874, Markozov reprend du service.

### Source
- (ru) Cet article est partiellement ou en totalité issu de l’article de Wikipédia en russe intitulé « Хивинский поход (1873) » (voir la liste des auteurs).